# Меттью Бут
Меттью Бут (англ. Matthew Booth, *14 березня 1977, Кейптаун, ПАР) — колишній південноафриканський футболіст, грав на позиції захисника.

## Клубна кар'єра
Меттью Бут виступав за місцеві команди своєї провінції, а згодом його запросили до відомого в Південній Африці клубу «Аякс», в якому він себе дуже вдало зарекомендував, та, згодом, він перебрався в, не менш успішний, «Мамелоді Сандаунз».
Меттью поїхав в оренду до «Вімблдону», але там у нього справи не заладилися. Вже у 2002 році він подався в Росію — до «Ростова», в якому став основним гравцем, а згодом перебрався до самарських «Крил Рад». Після тривалої кар'єри в російських клубах Метью Пауль повернувся додому в «Мамелоді Сандаунз».

## Кар'єра у збірній
В період з 1995 по 1997 роки активно викликався до лав молодіжної збірної ПАР, за яку провів 18 матчів, в тому числі і три гри на груповому етапі молодіжного чемпіонату світу 1997 року проти ровесників із Бразилії, Франції та Південної Кореї. Зачепитися за нічию вдалося лише з останніми, французам та бразильцям програли з загальним рахунком 2:6 та покинули турнір, зайнявши третє місце у групі В. Бут зіграв усі три матчі без замін.
В 1998 році отримав виклик до олімпійської збірної, за яку грав до 2000 року.
В 2000 році поїхав у якості капітана олімпійської збірної на Літні Олімпійські ігри. Збірна ПАР потрапила до групи разом з Словаччиною, Японією та Бразилією.
Почали південноафриканці невдало, програвши японцям з рахунком 1:2. Відкрив рахунок у матчі Сіябонга Номвете, але перевагу втримати не вдалося. Дублем у тому матчі з боку японців відзначився Такахара. В наступному матчі африканська команда здобула неочікувану перемогу над збірною Бразилії (3:1), у складі якої були Фернандао, Адаїлтон, Еду та декілька інших гравців, які в подальшому досить непогано проявлять себе в європейських клубах. Остання гра з Словаччиною склалась невдало для збірної Бута — на голи Синеге та Слагора номінальні гості матчу змогли відповісти лише влучним пострілом Бенні Маккарті, чого не вистачило для виходу з групи, і збірна Південно-Африканської Республіки покинула турнір, зайнявши підсумкове третє місце в групі свого дебютного олімпійського турніру.
За головну збірну країни дебютував 22 лютого 1999 року в матчі Кубку КОСАФА проти збірної Ботсвани.
Дебютним і єдиним голом у складі збірної відзначився 14 липня 2001 року у матчі кваліфікації на чемпіонат світу у Південній Кореї та Японії проти збірної Малаві. Пропустив чемпіонат світу 2002 року через травму коліна, але потрапив до фінальної заявки збірної на домашній мундіаль 2010 року.
Збірна ПАР потрапила до групи з Францією, Уругваєм та Мексикою. Матч-відкриття чемпіонату проти мексиканців закінчився результативною нічиєю — 1:1. В другому матчі африканці не змогли нічого протиставити міцній збірній Уругваю (яка, у підсумку, посяде 4 місце на тому чемпіонаті) й програли з рахунком 0:3. В третьому матчі групового етапу збірна ПАР сенсаційно переграла французів з рахунком 1:2, проте навіть 4 очок виявилося недостатньо для виходу з групи.
Червона картка, яку заробив у матчі проти Уругваю голкіпер ПАР, Хуне, зіграла вирішальну роль. Скоріше за все, африканці, як мінімум, не програли б так розгромно, залишся він на полі. У підсумку мексиканці пройшли у плей-оф, маючи кращу різницю забитих і пропущених м'ячів. Втім, Бут на тому чемпіонаті жодного разу не вийшов на поле, просидівши всі три матчі на лавці запасних.
Після цього він завершив свою кар'єру у національній збірній.

## Цікаві факти
- У 2014 році Бут врятував жінку від побиття недалеко біля нічного клубу Кейптауна на Лонг-стріт. Бут грав за «Вітс» у грі Прем'єр-ліги проти місцевого «Аякса». Наступного ранку після гри, Бут вирішив скористатися банкоматом і, повертаючь до своїх друзів, він побачив чоловіка, який напав на жінку, і кинувся їй на допомогу. Зловмисник штовхнув Бута, який звалився на виступ магазину, на якому були шипи, щоб люди не сиділи там. У підсумку нападника заарештували, а Бут повернувся до свого готелю, де лікар команди оглянув його рани[11].

- У 2009 році організував благодійний фонд Booth Trust, який займається проведенням футбольних тренувань для дітей із бідних сімей[12].